# Línea 5 (EMT Málaga)
La Línea 5 de la Empresa Malagueña de Transportes (EMT) es una línea de autobús urbano de la ciudad de Málaga que conecta la Alameda Principal (la cabecera se encuentra en calle Córdoba), en el centro de Málaga con el Centro Comercial Plaza Mayor (Parque de Ocio) en el distrito de Churriana. 

## Características
La línea 5 actual nace en el año 2013, pensada principalmente para enlazar el barrio residencial de Guadalmar con el resto de la red de la EMT, barrio históricamente aislado e incomunicado con el resto de la ciudad debido a su ubicación, encajado entre la desembocadura del Guadalhorce y la autovía MA-20. La cabecera se instaló en el Centro Comercial Plaza Mayor, conocido oficialmente por el ayuntamiento de Málaga como Parque de Ocio. Actualmente, la cabecera se encuentra situada en la carretera de Coín, dentro de lo que es Churriana propiamente dicho. La línea 5 es una alternativa para llegar al centro desde la Carretera de Cádiz, evitando la masificada línea 3, siendo también más veloz al ser vehículos con mayores prestaciones al verse obligados a discurrir por autovía. Es una de las cuatro líneas de la EMT que prestan servicio por el distrito de Churriana, junto a la línea 9, la línea 10 y la línea C6.  
La línea 5 es una de las líneas que más han mutado completamente su recorrido de toda la red de la EMT. La histórica y original línea 5 se creó durante el franquismo, enlazaba el barrio de Conde de Ureña con la estación de tren por recorrido alternativo al habitual esquivando el centro de la ciudad. En 1992 la EMT recuperó la concesión de la línea. En 2004 desapareció transformándose en las actuales C1 y C2. Tras la construcción de la ampliación de la universidad en 2009, la EMT remodeló la línea 5 pasando a dar servicio como «Hospital Clínico – Ingenierías». En 2013, esta línea pasó a convertirse en la actual línea L, y la línea 5 pasó a dar servicio como lo hace actualmente, atravesando la urbanización de Guadalmar. 

### Frecuencias
| de lunes a viernes laborables |           |
| de 7:25 a 23:35               | 30-40 min |
| sábados laborables            |           |
| de 7:25 a 23:35               | 30-40 min |
| domingos y festivos           |           |
| de 6:20 a 0:00                | c. 40 min |

### Material asignado
- IVECO URBANWAY 18

## Recorrido y paradas

### Sentido Alameda Principal
La línea comienza en la carretera de Coín, en el distrito de Churriana, cerca de la urbanización de Lourdes. 
Desciende por la ctra de Coín hasta el cruce de Churriana, donde en la rotonda gira a la derecha para tomar sentido Plaza Mayor. Al llegar al Parador de Turismo, gira a la izquierda, sigue toda la carretera de Campo de Golf. Penetra en Guadalmar y coge San Julián. Luego, gira a la derecha, tomando la carretera de Cádiz (MA-21 y avenida Velázquez). Sigue recto toda esta avenida hasta llegar a la avenida de la Paloma, donde gira primero a la derecha y luego a la izquierda para tomar la avenida de Sor Teresa Prat. En Huelin, sigue por calle la Hoz y por calle Ayala. Al final de ésta, continúa recto por calle Salitre. Al final de la calle, gira a la derecha por el Pasillo del Matadero. Atraviesa el nuevo puente del Carmen y el Muelle Heredia para girar hacia calle Córdoba. 
Finalmente la línea termina en calle Córdoba, a escasos metros del cruce con la Alameda Principal. 
| Código | Parada                                        | Común con            | Otras conexiones |
| ------ | --------------------------------------------- | -------------------- | ---------------- |
| 1071   | CTRA. DE COÍN – LOURDES                       | 9 10                 |                  |
| 1072   | Ctra. de Coín – La Casita de Madera           | 9 10                 |                  |
| 1073   | Ctra. de Coín – Los Paseros                   | 9 10                 |                  |
| 565    | Av. Monserrat Caballé – Centro Comercial      | N5                   | Plaza Mayor      |
| 1080   | Av. Monserrat Caballé – Parque de Ocio        | N5                   | Plaza Mayor      |
| 1075   | Ctra. Campo de Golf – Parador de Turismo      | N5                   |                  |
| 1076   | Ctra. Campo de Golf – Vega de Oro             | N5                   |                  |
| 1077   | Ctra. Campo de Golf – Arraijanal              | N5                   |                  |
| 1011   | Dª Clarines – Guadalmar                       | N5                   |                  |
| 1012   | Hespérides – Guadalmar                        | N5                   |                  |
| 1051   | Moby Dick – Guadalmar                         | N5                   |                  |
| 1052   | Moby Dick – Residencia                        | N5                   |                  |
| 1053   | M. Curros Enríquez                            | N5                   |                  |
| 1054   | M. Curros Enríquez – Ctra. de Guadalmar       | N5                   |                  |
| 1078   | Cmno. Loma San Julián – Centro Comercial      | N5                   |                  |
| 1055   | Cmno. Loma de San Julián                      | N5                   |                  |
| 1056   | San Julián – Plaza                            |                      |                  |
| 1058   | Av. de Velázquez – Villa Rosa                 | 9 10 A               |                  |
| 1059   | Av. de Velázquez – Canal Sur                  | 9 10                 |                  |
| 1061   | Av. de Velázquez – La Concha                  | 9 10 A               |                  |
| 1063   | Av. de Velázquez – Puerta Blanca              | 9 10 31 A            | Puerta Blanca    |
| 353    | Av. de Velázquez – Los Guindos                | 3 9 10 22 27 31 N1   |                  |
| 354    | Av. de Velázquez – Bda. La Paz                | 3 9 10 22 27 31 A N1 | La Luz-La Paz    |
| 355    | Av. de Velázquez – Vistafranca                | 3 9 10 22 27 31 N1   |                  |
| 356    | Av. de Velázquez – El Torcal                  | 3 9 10 22 27 31 N1   | El Torcal        |
| 357    | Av. de la Paloma – Bda. Girón                 | 1 3 9 10 27 31 N1    |                  |
| 1259   | La Hoz – Mercado de Huelin                    | 1 3 7 9 10 27 A N1   | M-110 M-113      |
| 360    | Ayala – Jardín de la Abadía                   | 1 3 7 9 10 27 N1     | M-110 M-113      |
| 361    | Ayala – Iglesia                               | 1 3 7 9 10 27 N1     |                  |
| 362    | Ayala – Los Arcos                             | 1 3 7 9 10 27 A N1   | M-110 M-113      |
| 368    | Salitre – Jacinto Verdaguer                   | 1 3 7 9 10 C2 N1     |                  |
| 364    | Salitre – Pasillo del Matadero                | 1 3 7 9 10 C2 N1     |                  |
| 462    | Av. Antonio Machado – Nuevo Puente del Carmen | 7 9 10 20 27 40      |                  |
| 3602   | CÓRDOBA                                       | 9 10 36              | Atarazanas       |

### Sentido Parque de Ocio
La línea comienza su recorrido desde calle Córdoba, en el centro de Málaga, a escasos metros de la esquina con la Alameda Principal.
Continúa por la Alameda Principal y desde ahí, toma esta vía en sentido oeste hacia la avenida de Andalucía, donde se incorpora hacia la izquierda rodeando el edificio de Hacienda para acceder a calle Cuarteles. Por calle Cuarteles, continúa hacia la misma dirección por calle Héroe de Sostoa y posteriormente por la avenida Velázquez, recorriéndola hasta la altura del aeropuerto. Luego, tuerce a la izquierda y accede a San Julián. Lo atraviesa pasando por el Decathlon y por el Leroy Merlín, siguiendo recto hasta Guadalmar. Baja hasta casi la playa y vuelve por Rogelio Oliva. Gira a la izquierda dirección campo de golf. Pasa por Plaza Mayor. Accede al carril de servicio de la Carretera de Coín, que sigue hasta la altura de la rotonda del Polígono Industrial El Álamo.
Al llegar al Polígono Industrial El Álamo gira a la izquierda llegando a cabecera en la carretera de Coín a la altura de la urbanización de Lourdes. 
| Código | Parada                                      | Común con            | Otras conexiones              |
| ------ | ------------------------------------------- | -------------------- | ----------------------------- |
| 3602   | CÓRDOBA                                     | 9 10 36              | Atarazanas                    |
| 305    | Av. de Andalucía – Hacienda                 | 1 3 9 10 C1 N1       |                               |
| 306    | Cuarteles – Perchel                         | 1 3 9 10 91 C1 N1    | Málaga-Centro-Alameda         |
| 308    | Héroe de Sostoa – Estación                  | 1 3 9 10 N1          | Intercambiador María Zambrano |
| 309    | Héroe de Sostoa – La Isla                   | 1 3 7 9 10 27 N1     | La Isla                       |
| 310    | Héroe de Sostoa – Jardín de la Abadía       | 1 3 7 9 10 27 N1     | M-110 M-113                   |
| 312    | Héroe de Sostoa – Obras Públicas            | 1 3 7 9 10 27 A N1   | Princesa-Huelin               |
| 313    | Héroe de Sostoa – Bda. Girón                | 3 9 10 22 27 31 N1   |                               |
| 314    | Av. de Velázquez – Bda. El Torcal           | 3 9 10 22 27 31 N1   | El Torcal                     |
| 315    | Av. de Velázquez – Vistafranca              | 3 9 10 22 27 31 N1   | M-110 M-113                   |
| 316    | Av. de Velázquez – Bda. La Luz              | 3 9 10 22 27 31 A N1 | La Luz-La Paz                 |
| 317    | Av. de Velázquez – Bda. Belén               | 3 9 10 22 31 N1      |                               |
| 1002   | Av. de Velázquez – Puerta Blanca            | 9 10 31 A N1         | Puerta Blanca                 |
| 1003   | Av. de Velázquez – Azucarera                | 9 10 A               |                               |
| 1005   | Av. de Velázquez – Villa Rosa               | 9 10 A               |                               |
| 1008   | San Julián – Plaza                          |                      |                               |
| 1009   | Cmno. Loma de San Julián                    | N5                   |                               |
| 1037   | Cmno. Loma de San Julián – Centro Comercial | N5                   |                               |
| 1013   | M. Curros Enríquez – Ctra. de Guadalmar     | N5                   |                               |
| 1014   | M. Curros Enríquez – Calle Wilkinson        | N5                   |                               |
| 1015   | Castellón de la Plana – Residencia          | N5                   |                               |
| 1016   | Rogelio Oliva – Hotel Guadalmar             | N5                   |                               |
| 1017   | Rogelio Oliva – Calle Wilkinson             | N5                   |                               |
| 1018   | Rogelio Oliva – Ctra. Campo de Golf         | N5                   |                               |
| 1036   | Ctra. Campo de Golf – Arraijanal            | N5                   |                               |
| 1019   | Ctra. Campo de Golf – Vega de Oro           | N5                   |                               |
| 1020   | Ctra. Campo de Golf – Parador de Turismo    | N5                   |                               |
| 1074   | Av. Monserrat Caballé – Parque de Ocio      | N5                   | Plaza Mayor                   |
| 513    | Av. Monserrat Caballé – Centro Comercial    | N5                   | Plaza Mayor                   |
| 1022   | Ctra. de Coín – Los Paseros                 | 9 10                 |                               |
| 1023   | Ctra. de Coín – Centro Comercial            | 9 10                 |                               |
| 1024   | Ctra. de Coín – P.I. El Álamo               | 9 10                 |                               |
| 1071   | CTRA. DE COÍN – LOURDES                     | 9 10                 |                               |

## Servicios especiales

### Feria
Durante la Feria de Málaga, la línea 5 de la EMT, a partir de las 20:00 de la tarde pasa a realizar servicio como «Guadalmar – Feria», conectando directamente los barrios a los que da servicio con el Cortijo de Torres.

### Semana Santa
En Semana Santa y con motivo del cierre al tráfico del eje Alameda Principal–Paseo del Parque debido a los desfiles procesionales, la línea 5 traslada su cabecera de calle Córdoba al Muelle Heredia. Así mismo, se amplía le horario de la línea hasta las 3:15 de la mañana.

Día de San Juan por la noche
Se amplia el Horario hasta las 2 o 3 de la Madrugada 

Noche de Fuego de Feria  Se amplia el Horario igual que el día de San Juan por la noche o la Semana Santa.

Noche Buena, Navidad, Fin de año: Se amplia el Horario como en caso anterior.